# Wapen van Muiden

Het wapen van de gemeente Muiden

Het wapen van Muiden is op 26 juni 1816 door de Hoge Raad van Adel toegekend aan de voormalige gemeente Muiden. Vanaf 2016 is het wapen niet langer als gemeentewapen in gebruik omdat de gemeente Muiden opging in de gemeente Gooise Meren. In het najaar van 2016 heeft de gemeenteraad besloten het oude wapen te laten gebruiken als dorpswapen. Elementen van het wapen zijn tevens overgenomen in het Wapen van Gooise Meren.

## Oorsprong
De keuze voor de meerman en meermin kan verklaard worden aan de hand van een oude sage, in deze sage spreekt een meerman de profetische woorden: “Mude zal Mude bliven, Maar Mude zal noit becliven”. Vermoedelijk betekent het dat Muiden niet verloren zal gaan, maar wel dat het geen belangrijke plaats zal worden tussen Utrecht en de Zuiderzee.
De site van de gemeente geeft een andere sage die stelt dat vissers een meermin hadden gevangen en haar na overleg en een gesprek met haar hebben vrijgelaten. Zij had hen namelijk verteld dat zij niet langer dan een uur boven water kon blijven. Terwijl zij weg zwemt zingt zij: “Muiden zal Muiden blijven, Muiden zal nooit beklijven”. Daarop duikt zij de diepten in en wordt nooit meer gezien. Sindsdien zijn vele dorpen en steden tot bloei gekomen of vergaan, maar Muiden is blijven bestaan.
Mogelijk stellen de kleuren op het schild de Vecht voor, maar het kunnen ook de kleuren van de Hanze voorstellen, daar behoorde de stad toe.

## Blazoenering
De beschrijving van het gemeentelijk wapen van Muiden luidt als volgt: 
Eene schild zijnde van lazuur beladen met een fasce van zilver; het schild gehouden door een meerman en eene meermin.
Het blauwe schild wordt in het midden door een horizontale zilveren baan gedeeld. Waar het blazoen niet over spreekt zijn de kleuren van de zeemeerman en –meermin en de kleuren van de overige attributen. De meerman en –meermin zijn van natuurlijke kleur de bovenlichamen zijn vleeskleurig en de onderlichamen zijn groen geschubd. De uiteinden van de staarten zijn van goud. Met hun staarten houden zij een zilveren lint omhoog. Op het lint staat een opschrift: Sig. Opp. Mudensis (zegel van de stad Muiden). De drietand en Spiegel zijn respectievelijk goud en goud omrand. Boven op het schild staan een schelp en uit de schelp komt een struik, deze zijn beide goud van kleur.